# Vikingebuen
Vikingebuen er en forening bestående af de førende danske vikingeattraktioner, der bedriver forskningsbaseret formidling om vikingetiden. Foreningen består af følgende attraktioner:
- Nationalmuseet
- Vikingeskibsmuseet i Roskilde
- Sagnlandet Lejre
- Trelleborg
- Vikingemuseet Ladby
- Kongernes Jelling
- Museet Ribes Vikinger
- Ribe VikingeCenter
- Bork Vikingehavn
- Vikingecenter Fyrkat
- Lindholm Høje Museet
- Vikingeborgen Borgring
- Lejre Museum
- Kroppedal Museum

Vikingebuen har eksisteret som et uformelt samarbejde siden 2013. Først i 2018 blev foreningen formelt dannet.
I december 2015 modtog Vikingebuen en bevilling fra Kulturministeriet under puljen CulturePlus til udvikling af dansk vikingeturisme i samarbejde med VisitDenmark.
Projektet gik blandt andet ud på at udvikle en ny fælles fortælling om de danske vikinger, med henblik på at tiltrække flere danske og udenlandske turister. Projektets potentiale indenfor turismeøkonomi blev bakket op af flere eksperter.
Projektet førte dog også til en del offentlig debat om brug og misbrug af vikingerne i markedsføring af Danmark som turismedestination. Forfatteren Knud Romer udtalte bl.a. at "Danmark skal ikke være en temapark", ligesom Politiken skrev kritisk om udviklingen af vikingeturisme.
Et vigtigt resultat af projektet var udgivelsen af Turen går til vikingetiden på Politikens Forlag i november 2017.